# Josef Albers
Josef Albers (Bottrop, 19 maart 1888 – Orange, 25 maart 1976) was een Duitse kunstenaar en leraar, wiens werk, zowel in Europa als in de Verenigde Staten, de basis vormde van een aantal van de invloedrijkste en verreikende kunstonderwijsprogramma's van de 20e eeuw.

## Biografie
Albers werd geboren in Westfalen, en studeerde kunst in Berlijn, Essen en München (waar onder anderen Franz von Stuck zijn leermeester was), alvorens hij in 1920 aan het later beroemd geworden Bauhausinstituut in Weimar ging studeren. Hij werd daar hoogleraar in 1925, het jaar dat het Bauhaus naar Dessau werd verplaatst. In 1922 zette hij in het Bauhaus een glazeniersatelier op en later stond hij ook aan het hoofd van het meubelmakersatelier.
Met de sluiting van het Bauhaus onder druk van de nazi's in 1933, emigreerde Albers naar de Verenigde Staten en ging naar de faculteit van het Black Mountain College in North Carolina, waar hij tot 1949 het schilderprogramma organiseerde. Bij Black Mountain waren zijn studenten onder meer: Willem de Kooning, Robert Rauschenberg en Robert Motherwell. In 1950 verliet Albers Black Mountain om de afdeling Ontwerp te leiden bij Yale University in New Haven, Connecticut, tot hij zich in 1958 terugtrok uit het onderwijs. In 1963 publiceerde hij Interaction of Color (Kleurinteractie) over zijn theorie dat kleuren door een interne en bedrieglijke logica worden geregeerd. Hij bleef in New Haven wonen met zijn echtgenote, de textielkunstenares Anni Albers, en bleef schilderen en schrijven tot zijn overlijden op 25 maart 1976.
Vanaf 1949 maakte Albers zijn zogenaamde 'structurele constellaties'. Dit zijn een reeks architectonisch met elkaar verbonden tekeningen die optisch omgekeerd kunnen worden geïnterpreteerd (volgens het principe van de kubus van Necker). Voor Albers was de zelfstandigheid van kleur steeds een belangrijk thema in zijn werken. Hij noemde kleur 'het meest relatieve middel van de kunst'. Een van zijn belangrijkste werken is Hommage to the Square uit 1963 (Keulen, Museum Ludwig), dat verschenen is in de vorm van olieverfschilderingen, in offset en in zeefdruk.
In de geboortestad van Albers bevindt zich sedert 1983 het Josef-Albers-Museum als onderdeel van museum Quadrat Bottrop.

## Werk
Het meest bekende werk van Josef Albers is Homage to the Square. Deze schilderijenserie bestaat uit meer dan 1000 werken die werden gemaakt tussen 1949 en 1976. Ieder schilderij bestaat uit drie of vier vierkanten die steeds kleiner worden en in elkaar geplaatst. Omdat er geen lijnen tussen de vierkanten worden geplaatst ontstaat een kleurenschakering, waarbij de ene kleur de perceptie van de naastgelegen kleur beïnvloed. Dit optische effect fascineerde Josef Albers mateloos. Hij schreef hierover: "Ieder werk heeft een ander palet, en is, daarom, van een ander klimaat. De keuze voor de kleuren en de volgorde is gericht op een interactie, ze beïnvloeden en veranderen elkaar."